# Агіс Рівас
Агіс дель Кармен Рівас Гонсалес (ісп. Aguis Del Carmen Rivas Gonzáles; нар. 12 березня 1985) — венесуельська борчиня вільного стилю, чемпіонка, срібна та дворазова бронзова призерка Панамериканських чемпіонатів, чемпіонка та срібна призерка Південноамериканських ігор, чемпіонка Центральноамериканських і Карибських ігор, чемпіонка Боліваріанських ігор.

## Життєпис
Боротьбою почала займатися з 1999 року.
Виступала за спортивний клуб I.N.D. Сукре. Тренер — Марсіал Андрадес.

## Спортивні результати на міжнародних змаганнях

### Виступи на Чемпіонатах світу
| Змагання                        | Збірна    | Вагова категорія          | Місце |
| ------------------------------- | --------- | ------------------------- | ----- |
| Чемпіонат світу з боротьби 2008 | Венесуела | жіноча боротьба, до 51 кг | 9     |
| Чемпіонат світу з боротьби 2013 | Венесуела | жіноча боротьба, до 51 кг | 23    |

### Виступи на Панамериканських чемпіонатах
| Змагання                                   | Збірна    | Вагова категорія          | Місце  |
| ------------------------------------------ | --------- | ------------------------- | ------ |
| Панамериканський чемпіонат з боротьби 2003 | Венесуела | жіноча боротьба, до 51 кг | Золото |
| Панамериканський чемпіонат з боротьби 2013 | Венесуела | жіноча боротьба, до 51 кг | Срібло |
| Панамериканський чемпіонат з боротьби 2014 | Венесуела | жіноча боротьба, до 53 кг | Бронза |
| Панамериканський чемпіонат з боротьби 2017 | Венесуела | жіноча боротьба, до 58 кг | Бронза |

### Виступи на Південноамериканських іграх
| Змагання                       | Збірна  | Вагова категорія          | Місце  |
| ------------------------------ | ------- | ------------------------- | ------ |
| Південноамериканські ігри 2006 | Еквадор | жіноча боротьба, до 55 кг | Золото |
| Південноамериканські ігри 2010 | Еквадор | жіноча боротьба, до 51 кг | Срібло |

### Виступи на Центральноамериканських і Карибських іграх
| Змагання                                               | Збірна    | Вагова категорія          | Місце  |
| ------------------------------------------------------ | --------- | ------------------------- | ------ |
| Центральноамериканські і Карибські ігри 2010 (Маягуес) | Венесуела | жіноча боротьба, до 51 кг | Золото |

### Виступи на Боліваріанських іграх
| Змагання                 | Збірна    | Вагова категорія          | Місце  |
| ------------------------ | --------- | ------------------------- | ------ |
| Боліваріанські ігри 2013 | Венесуела | жіноча боротьба, до 51 кг | Золото |

### Виступи на інших змаганнях
| Змагання                                     | Збірна    | Вагова категорія          | Місце  |
| -------------------------------------------- | --------- | ------------------------- | ------ |
| Гран-прі Іспанії з боротьби 2013             | Венесуела | жіноча боротьба, до 51 кг | 7      |
| Відкритий чемпіонат Монголії з боротьби 2017 | Венесуела | жіноча боротьба, до 58 кг | Бронза |